# The Greencards
The Greencards son una banda de bluegrass progresivo formada en Austin, Texas, en 2003 por el inglés Eamon McLoughlin y los australianos Kym Warner y Carol Young. En un principio tocaban en los bares de la zona de Austin, ganándose rápidamente una reputación. Publicaron un álbum de forma independiente en 2003 titulado Movin' On y después dos álbumes a través de la compañía discográfica Dualtone titulados Weather and Water y Viridian. Su cuarto disco, Fascination se publicó a través de Sugar Hill Records en 2009 y el quinto The Brick Album de 2011 se editó en Darling Street Records.
Su álbum debut recibió varios premios a nivel local en Texas y sonó en las radios de todo el país. Country Music Television ubicó su segundo disco Weather and Water entre los diez mejores discos de bluegrass de 2005 y The Greencards salieron de gira con Bob Dylan y Willie Nelson ese mismo año. Viridian se colocó en el primer puesto de la lista de la revista Billboard en el apartado de álbumes de bluegrass, haciendo de The Greencards la primera banda no estadounidense en conseguirlo. Viridian recibió buenas críticas y una nominación a mejor álbum de country de la Australian Recording Industry Association. La canción «Mucky the Duck» de Viridian recibió una nominación a mejor actuación country instrumental en los premios Grammy de la  edición de 2008.
Se conoce a The Greencards por tocar bluegrass americano con un toque internacional y por incorporar otros géneros musicales en su música. A menudo se les etiqueta dentro del nuevo movimiento de «newgrass», debido a que recurren a la música folk irlandesa, la música romaní, el rock 'n' roll, las baladas folk y la música latinoamericana. El sonido de The Greencards ha sido comparado con folk rock progresivo y se les concede el honor de haber ayudado a expandir la música bluegrass.
Eamon McLoughlin abandonó el grupo en diciembre de 2009 y reside en Nashville, Tennessee. Le sustituyó Tyler Andal, un violinista de 22 años original de White House. Carl Miner, originario de Oregón, se unió en mayo de 2010, como guitarrista rítmico. Carl ganó un premio National Flatpicking Championship de 1999 en el Walnut Valley Festival y reside en Nashville.

## Historia

### Formación
The Greencards, en sus principios, se formó con los australianos, Kym Warner tocando mandolina y Carol Young tocando bajo y el inglés Eamon McLoughlin tocando el violín. Criado en el sur de Londres, McLoughlin comenzó a tocar música country los fines de semana con su familia, influenciado por George Jones, George Strait y Ricky Skaggs. Sus padres eran de ascendencia irlandesa y su padre era el líder de una banda de country en Londres. A los nueve años de edad, McLoughlin dejó sus clases de piano y comenzó a tocar el violín, tocando a menudo con la banda de su padre. McLoughlin se mudó de Brighton a Austin en 1997, después de terminar la carrera en la Universidad de Sussex. Tras llegar a los Estados Unidos y habiendo estudiado en el Associated Board of the Royal Schools of Music de Londres, McLoughlin comenzó a actuar con Asylum Street Spankers, Austin Lounge Lizards, Bruce Robison y Ray Wylie Hubbard poco después de instalarse.
Antes del nacimiento de The Greencards, Young ganó el premio a Australian Independent Country Artist of the Year en 2000 y ya había grabado dos sencillos de música country que habían llegado al número uno de las listas australianas del género. Young cantó en varias bandas de country de la zona de Outback, incluyendo la banda de Gina Jeffreys. La Country Music Association of Australia nominó a Young a mejor vocalista femenina y ganó el premio a artista de country independientede de Australia en el año 2000 debido, en parte, a sus exitosos sencillos 
«True Blue Fool» y «Part of the Past».
Warner era un aspirante a músico de bluegrass (cosa inusual en Australia), ya que heredó el gusto por el género de su padre, un pionero del bluegrass australiano. Warner ganó el premio Australian National Bluegrass Mandolin Championship cuatro años consecutivos y salió de gira con artistas de country como Gina Jeffreys, y junto a Young con la banda de Kasey Chambers. Young y Warner se conocían de antes y según Warner, se interesaron en el bluegrass y la música folclórica de Estados Unidos debido a su gusto por artistas como George Jones y Merle Haggard. Después de conocerse, Warner y Young decidieron emigrar a Estados Unidos para probar suerte en la industria musical de aquel país. Ambos vivieron juntos en Sídney mientras se buscaban la vida en la moribunda escena de bluegrass australiana. Luego de emigrar de Australia, pasaron un tiempo en el oeste de Texas, antes de mudarse a Austin.
En uno de sus primeros viajes a Austin, Warner y Young conocieron a McLoughlin en una sesión de grabación. Warner estaba produciendo un disco para Bill Atkins y tuvo la necesidad de contratar un violinista, por lo que se puso en contacto con McLoughlin. En un principio llegaron a conocerse más debido a su pasión por Monty Python, Benny Hill y Fawlty Towers. Más tarde comenzaron a hacer jam sessions y se evidenció química entre ellos, lo que les llevó a comenzar a componer juntos. Se llamaron The Greencards en honor al hecho de que los tres necesitaban de una Green Card para estar en Estados Unidos. Finalmente consiguieron tocar conciertos en la zona de Austin, lo que les sirvió para financiarse lo que sería su álbum debut de 2003 Movin' On. En el proceso, se convirtieron en una de las bandas del género más populares de Austin. Siendo representantes de un nuevo movimiento emergente de «newgrass», se dijo del sonido acústico de The Greencards que incorporaba influencias eclécticas como la música irlandesa tradicional, la música romaní y la música latinoamericana.
Su primera actuación juntos como banda fue en un pub irlandés llamado Mother Egan's. Les asignaron el horario de entre las 12:00 y las 15:00 horas y sorprendentemente comenzaron a llenar el bar de clientes semana tras semana. Sus seguidores de Mother Egan's comenzaron a llamarles los «Bluegrass Bunch». Varios meses después, The Greencards comenzaron a tocar entre tres y cinco días a la semana en la zona de Austin, además de su concierto de los domingos en Mother Egan's. Warner afirmó que su frenética agenda de conciertos de la época era debida a su cohesión como banda y a la creación de nuevas temas. Durante la época en que tocaron en la zona de Austin, salieron de gira con varios músicos de Texas, incluyendo Robert Earl Keen. Warner dijo que durante su primera época juntos, el público siempre asumía que eran músicos estadounidenses hasta el momento en que hablaban entre canciones, revelando sus acentos australianos e ingleses.
Mario Tarradell de las noticias de WFAA-TV comentó que una banda de bluegrass americana compuesta por dos australianos y un inglés no era tan «demencial» como pudiese parecer. Citó a McLoughlin en una entrevista:

Lo irónico es que crecimos escuchando principalmente música americana y nos enamoramos de esa música. Me encanta la música country. Crecí con George Jones y Charley Pride y Jim Reeves. Todo eso es lo que sonaba en casa. Eso es lo que yo quería explorar. Eso es lo que quería tocar. A Carol le gustaba Tammy Wynette. Trev Warner es el padre de Kym y fue el primero en traer música bluegrass a Australia.

### Movin' On(2003–2004)
En 2003, The Greencards grabaron y distribuyeron Movin' On, su álbum debut, que vendió 10 000 copias entre ventas online y ventas en sus conciertos, y entró en el top 5 de las listas de radio de música americana. Pat Flynn, uno de los miembros de New Grass Revival, apareció como artista invitado en Movin' On como guitarrista, al igual que haría después en su siguiente disco Weather and Water. Se dijo del disco que rompía con las reglas tradicionales de la música bluegrass, ya que integra una mentalidad de banda jam mezclado con baladas de folk clásico con rock 'n' roll en su sonido. Contrastando con esa valoración, el álbum también fue citado como un acercamiento tradicional y exitoso lo-fi de la música bluegrass. Los críticos alabaron los virtuosos solos de mandolina, violín y guitarra audibles en el disco.
The Greencards pronto ganaron seguidores y se hicieron un nombre después de la publicación de Movin' On. Se le reconoció a la banda el mérito de tocar los sets más enérgicos del Austin City Limits Music Festival de 2004, mientras acercaban al bluegrass un sonido global, incorporando las influencias de Bob Dylan y The Beatles, empujando los límites del género. El Houston Chronicle ubicó sus conciertos de esta época entre los cinco mejores conciertos a los que se podía asistir en el año 2004.
Gracias a Movin' On, The Greencards ganó el premio Austin Music a la mejor banda de 2004. Varios meses después de estos premios la banda firmó un contrato con Dualtone Records y comenzó a trabajar en su siguiente disco, Weather and Water. A comienzos de 2005 la discográfica relanzó Movin' On, generando más radiodifusión y más ventas.

### Weather and Water(2005–2006)
Su segundo disco, pubblicado a través de Dualtone, Weather and Water, se publicó el 28 de junio de 2005. Warned afirmó que durante las sesiones de grabación, la discográfica les permitió grabar lo que quisieran, sin intervenir ni pedir ningún cambio. En una reseña de The Washington Post, comentaron que en este disco, al contrario que en su álbum debut, el enfoque estaba en la música acompañando las letras, en lugar del virtuosismo blues de Movin' On. En Weather and Water cantaron los tres músicos y se comentó sobre la «calidad sutil y evocadora» de la voz de Young. John Lehndorff de Rocky Mountain News comentó sobre la música de Weather and Water que está influenciada por la música celta, aunque admite que la banda tiene un sonido muy americano a pesar de sus orígenes foráneos. En la primavera de 2005, The Greencards actuaron en el South by Southwest de Austin por primera vez y poco después hicieron su debut en el MerleFest.
Jason Gonulsen de Glide Magazine comentó que el debut de The Greencards Movin' On no llegaba a capturar la energía en vivo de la banda, pero que Weather and Water cambiaba esto, haciéndolo uno de los mejores discos de bluegrass de 2005. El vídeo musical que se rodó para el sencillo «Time» extraído de Weather and Water se emitió con frecuencia en la cadena televisiva Country Music Television. Describieron «Time» como la pieza clave del disco. También se comentó de Weather and Water que ayudó a expandir los límites del género del bluegrass.
Country Music Television posicionó Weather and Water en su lista de los mejores álbumes de bluegrass del año, diciendo: «En el nexo entre bluegrass, country y pop, este encantador trío se ganó inmediatamente audiencias muy diversas en sus conciertos. Afortunadamente, su arrolladora personalidad se traduce en el disco —a pesar de contener varias canciones melancólicas, aunque melódicas. No fue por casualidad que Bob Dylan y Willie Nelson les escogiesen para abrir su gira veraniega». The Greencards fueron teloneros de Dylan y Nelson en su gira veraniega de 2005. Kym Warner achaca a Gary Paczosa, uno de los ingenieros de Weather and Water, la oportunidad de salir de gira con Dylan y Nelson. Paczosa había trabajado previamente como ingeniero de sonido en grabaciones de Alison Krauss, Nickel Creek y Dolly Parton. Según Warner «hace las grabaciones acústicas que mejor suenan en el mundo». A lo largo de 2005 después de la gira con Dylan y Nelson, siguieron con Tommy Emmanuel. Durante la gira de Nelson y Dylan, Kym Warner quería tener la oportunidad de aprender todo lo posible sobre la forma de actuar y concebir la música de Dylan. Sin embargo, Warner no consiguió estar mucho tiempo con Dylan durante la época en que viajaron juntos. Dylan, al final de la gira, le comentó a Warner: «A partir de ahora todo te irá bien».
A finales de 2005, The Greencards se mudaron de Austin a Nashville, Tennessee, para estar más cerca de su compañía de producción y sus miembros. Debido a la coincidencia de su reubicación en Nashville y su trabajo en Weather and Water, los críticos observaron los cambios de sonido y de lugar como un movimiento deliberado de su estilo jam, palpable en su debut en Movin' On, a concentrarse en música más tradicional «americana». Para 2006, The Greencards ya tenían reservado un sitio en el Merlefest, festival anual celebrado en Wilkesboro, Carolina del Norte. Nominaron a la banda a los premios de la Americana Music Association de 2006 en la categoría de Artista Revelación del Año, el cual ganaron. En diciembre de 2006, sufrieron un accidente sin consecuencias cuando su furgoneta se deslizó en un trozo de hielo al salir de una actuación en Bryan, Texas.

### Viridian(2007–2008)

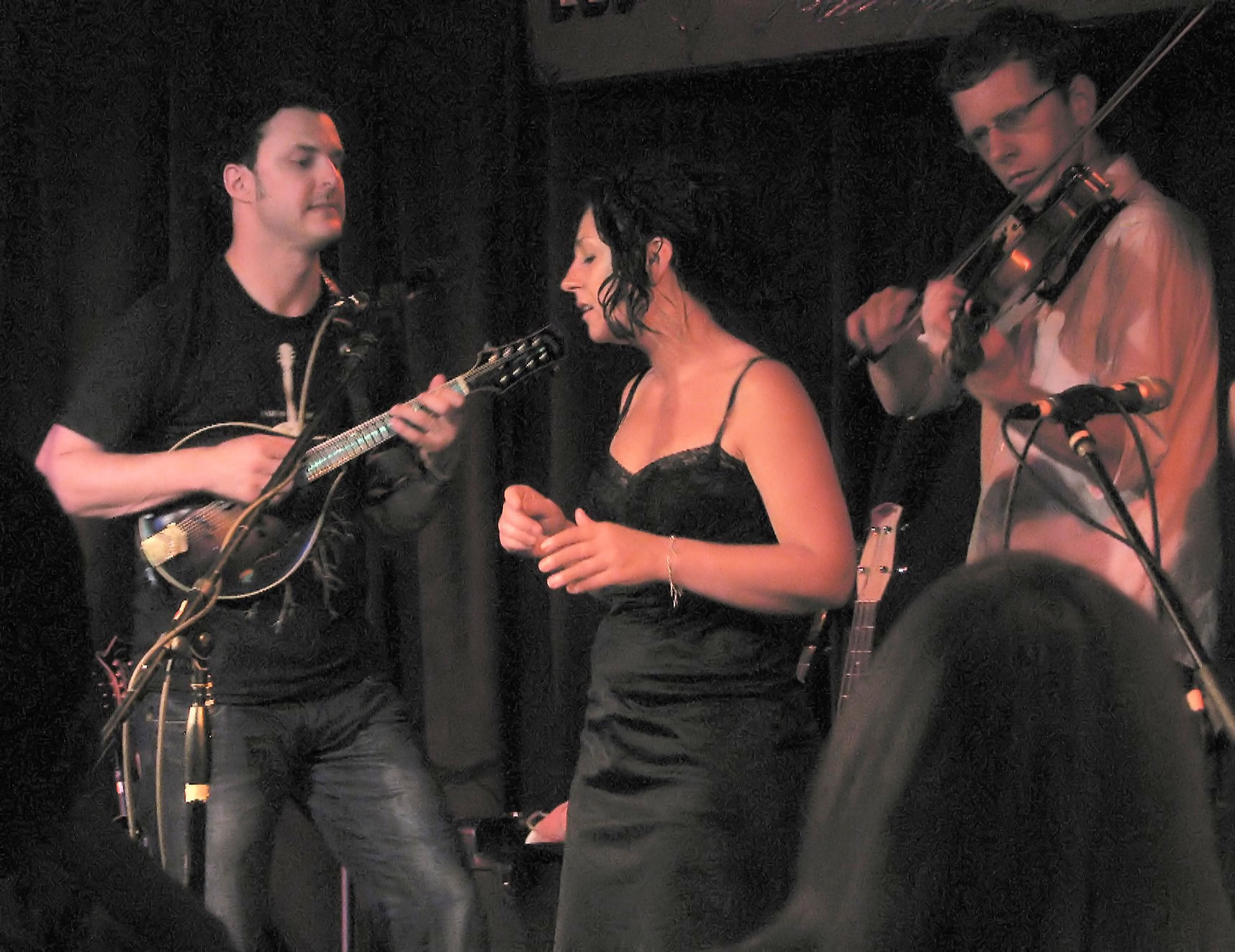
The Greencards en una actuación en The Mucky Duck, que les sirvió de inspiración para su canción nominada a un Grammy «Mucky the Duck».

En sus álbumes previos, The Greencards grabaron de forma individual las pistas musicales en diferentes cabinas insonorizadas de estudios de grabación. Sin embargo, para Viridian, los miembros de la banda decidieron grabar juntos en tiempo real en una misma sala, con la idea de crear una sensación de espontaneidad en ciertas partes del disco. Young canta en la mayoría de las canciones de Viridian, y todas las canciones fueron compuestas por ellos, a excepción de «Travel On», de Kim Richey de Nashville. Según la reseña de Country Stars Online, el sonido de Viridian se asemeja a la banda de country alternativo The Duhks. Tras su publicación, Viridian llegó al puesto número uno de la lista Bluegrass Music Chart de la revista Billboard. Se dijo que Doug Lancio, productor que había trabajado previamente con Patty Griffin, tuvo parte de la responsabilidad del éxito de Viridian. Antes de este disco de 2007, Lancio nunca había trabajado con The Greencards. The Greencards fueron la primera banda no estadounidense en llegar al primer puesto de la lista de Bluegrass Music'.
Embo Blake de Hybrid Magazine, en su reseña de Viridian, alabó las dotes vocales de Carol Young, cuando «diptonga la cadencia sin esfuerzo» en la canción «Waiting On The Night». Según la ABC News de Dallas-Fort Worth metroplex, el disco tiene un epicentro de bluegrass tradicional con un sabor internacional. Bruce Elder de Sídney Morning Herald denominó Viridian un «tour de force».
Gracias a Viridian, The Greencards han sido reconocidos como una de las bandas en directo más populares de música tradicional americana dentro de los Estados Unidos. Bruce Elder dijo que la banda podría ser, después de Viridian, una de las mejores bandas de música country salidas de Australia. En 2007, recibieron una nominación a mejor álbum de country en los vigesimoprimeros premios de la Australian Recording Industry Association, perdiendo finalmente ante Keith Urban. En diciembre de ese mismo año, se anunció que la canción «Mucky the Duck» extraída de Viridian recibiría una nominación a mejor actuación country instrumental en los premios Grammy en su edición número 50, aunque finalmente perdieron ante la canción de Brad Paisley «Throttleneck».
«Mucky the Duck», compuesta por Warner, se inspira en una de las salas de concierto favoritas de la banda, ubicada en Houston: The Mucky Duck. Eamon McLoughlin, reconocido blogger de Country Music Television, escribió sobre la experiencia de la banda después de los premios Grammy, dijo que a pesar de no haber ganado, significaba que para su próximo disco se esperaría de ellos subir un nivel.

### Fascination(2009)
En agosto de 2008, The Greencards anunciaron en su sitio web que su cuarto álbum lo grabarían con el productor Jay Joyce. En septiembre de 2008, anunciaron que habían firmado contrato para el disco con Sugar Hill Records y que estaba previsto para ser publicado en la primavera de 2009.
Finalmente, The Greencards publicaron su cuarto álbum de estudio Fascination el 21 de abril de 2009. Warner describió el disco como su trabajo «más centrado». En sus publicaciones anteriores, los tres miembros de la banda pusieron ideas para la música de forma individual, hasta que todo se unía para terminar el trabajo. Sin embargo, para Fascination, comentó que dejaron de lado su orgullo individual para crear un trabajo más potente y que los años acumulados en la carretera también les ayudaron a mejorar. Refiriéndose a cuando formaron la banda, dijo: «Solo tocábamos en Austin. Componíamos cualquier cosa, que era lo único que conocíamos, que era algo más tradicional. Pero desde entonces, hemos estado cinco o seis años de gira, y todas esas experiencias, toda la gente que hemos conocido. Hemos sido tan afortunados de tocar en todos esos festivales con gran eclecticismo en los estilos musicales».
Según Young, la música de Fascination fue una progresión y un reto para la banda. Comparando los anteriores álbumes con el disco, dijo: «Probablemente están un poco más influenciados por el bluegrass que este. Mientras que seguimos teniendo las influencias del bluegrass y la música tradicional, realmente queríamos superarnos con este, algo un poco más desafiante para tocar en vivo». Comentó que la música de su cuarto disco había evolucionado, explicando que comenzó como tradicional y bluegrass, pero que después de seis años es «nuestro pequeño sonido propio». La canción «The Crystal Merchant» recibió una nominación a mejor actuación country instrumental.
En 2009, The Greencards siguieron de gira, tocando nuevamente en el MerleFest, el Strawberry Park Bluegrass Festival de Preston (Connecticut) e incluso en el Lollapalooza.

### Campaña Buy a Brick
El 8 de noviembre de 2010, The Greencards anunció que autofinanciaría la producción de su próximo álbum programado para mayo de 2011, en lugar de tomar un anticipo de una compañía discográfica. La campaña «Buy a Brick» consistió en vender un paquete con un CD que contiene avances del disco final, una imagen digital del material gráfico del álbum, videos de la grabación y el nombre del suscriptor (hasta 20 caracteres) en el material gráfico. Las suscripciones costaban 100 y 200 dólares, el paquete más caro permitía conseguir el álbum una semana antes y que el nombre del suscriptor estuviera en la parte frontal de la envoltura del CD.

## Estilo musical e influencias

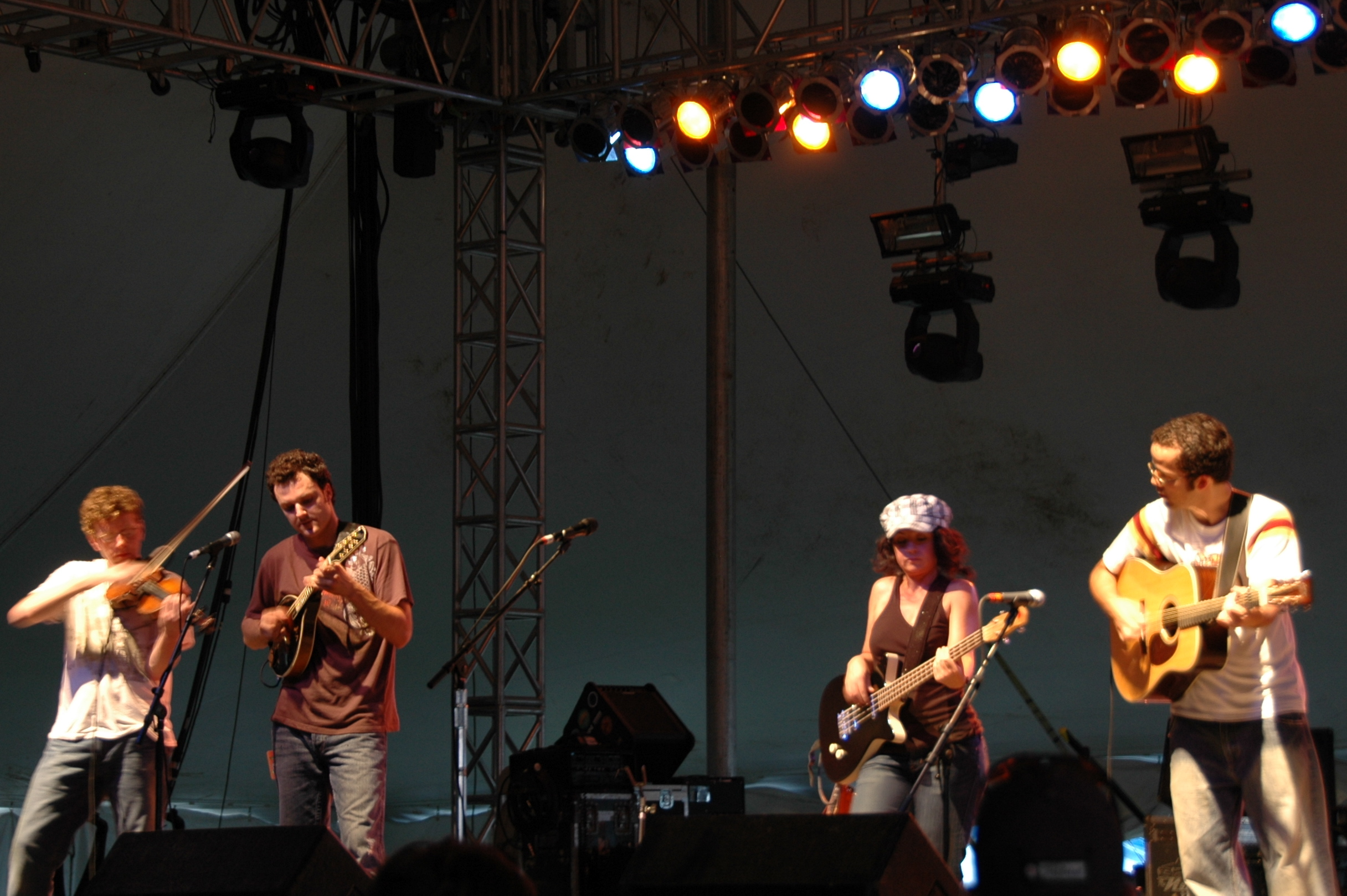
The Greencards en un concierto de 2007.

Considerados por la crítica como parte de la escuela del bluegrass progresivo («newgrass»), The Greencards beben de una gran diversidad de influencias musicales, desde Bob Dylan y The Beatles al tono celta de la música tradicional irlandesa, la música gitana y los sonidos latinos. A pesar del amplio abanico de influencias que se muestran en su música, The Greencards siempre ha mantenido un sonido inconfundiblemente americano. A pesar de la multitud de sonidos que se detectan en su trabajo, ninguno de ellos domina especialmente la música de la banda. Jim Abbott, periodista del Tribune News Service, describió The Greencards como lustrosos: «encantadora música de la tierra con un brillo de sofisticación», aunque afirmó que algunos puristas del bluegrass puede que se pierdan la idiosincrasia vocal que se puede observar en otras bandas como Del McCoury Band. Su atractivo se ha atribuido tanto a su «destreza instrumental» como a su manera de venerar y alardear de los convencionalismos del bluegrass. La naturaleza progresiva del sonido bluegrass de The Greencards se ha comparado con la de Nickel Creek o Alison Krauss & Union Station.
El trabajo de The Greencards en Movin' On tiene un sentimiento más libre, más de jam session, que después solidificaron para convertirlo en un sonido más lustroso después de mudarse de Austin a Nashville para la producción de Weather and Water. John T. Davis de No Depression Magazine afirmó que lo mejor de The Greencards en Weather and Water es que contiene «calma», que él sintió que constrastaba con el paso veloz y frántico de algunas de las canciones de Movin' On. Mientras que otros críticos mencionan a The Greencards en un contexto de banda de jam, Davis dijo que sentía que la banda no era una, y que favorecían un sonido menos graso y más limpio enfocado en las raíces celtas.
Durante su gira de 2005 con Dylan y Nelson, Buzz McClain de The Washington Post dijo creer que The Greencards tocaban la música tradicional americana mejor que muchos americanos, debido a su enorme respeto hacia el bluegrass y el sonido de la música americana tradicional. Según David McPherson de la revista Bluegrass Unlimited, las armonías a tres bandas evocan el sonido soul de la música góspel. Kym Warner ha comentado que Robert Earl Keen, Kelly Willis y Patty Griffin fueron influencias musicales claves en el sonido de The Greencards en su época de Austin, con la inclusión de una versión de la canción inédita de Griffin «What You Are» en su álbum Weather and Water. Las canciones que aparecen en Viridian, en particular «River of Sand», «Waiting on the Night» y «When I Was in Love With You», evocan un sonido de folk rock progresivo que emergió inicialmente en los años 1960. Para Nashville Scene, Edd Hurt comentó sobre el tono ecléctico del grueso de la obra de la banda y dijo que sus álbumes pertenecen a la tradición de los músicos cantautores. Naila Francis describe el sonido de The Greencards diciendo que tiene un tono maduro, con «historias tiernas» en sus canciones, pero acentuado con explosiones de inquieta energía musical. Country Music Television habló sobre su sonido melacólico pero melódico. The Greencards ha descrito su propio sonido como «música acústica de gran energía».

## Discografía
| Título                                           | Detalles                                                                           | Posición más alta       |
| Título                                           | Detalles                                                                           | Lista Bluegrass EE. UU. |
| ------------------------------------------------ | ---------------------------------------------------------------------------------- | ----------------------- |
| Movin' On                                        | - Fecha de lanzamiento: 2003 - Discográfica: Dualtone Records                      | 10                      |
| Weather and Water                                | - Fecha de lanzamiento: 28 de junio de 2005 - Discográfica: Dualtone Records       | 3                       |
| Viridian                                         | - Fecha de lanzamiento: 6 de marzo de 2007 - Discográfica: Dualtone Records        | 1                       |
| Fascination                                      | - Fecha de lanzamiento: 21 de abril de 2009 - Discográfica: Sugar Hill Records     | —                       |
| The Brick Album                                  | - Fecha de lanzamiento: 21 de junio de 2011 - Discográfica: Darling Street Records | 8                       |
| «—» denota lanzamientos que no entraron en lista |                                                                                    |                         |